# ASC Kara
Der Association Sportive des Conducteurs de Kara, auch als ASC Kara bekannt, ist ein togoischer Fußballverein aus Kara. Aktuell, Stand Oktober 2024, spielt der Verein in der ersten Liga.

## Geschichte
Der Verein wurde 1997 gegründet. 2017 wurde der Verein Zweitligameister und stieg somit in die erste Liga auf. 2019 feierte der Verein seine erste Meisterschaft. 2024 wurde der Verein Pokalsieger. Das Finale gegen den ASKO Kara gewann man mit 2:1.

## Erfolge
- Togoischer Meister: 2018/19, 2024/25
- Togoischer Vizemeister: 2021/22, 2023/24
- Togoischer Pokalsieger: 2023/24
- Togoischer Supercupsieger: 2019
- Togoischer Zweitligameister: 2016/17  ▲

## Stadion
Der Verein trägt seine Heimspiele im Stade Municipal Kara in Kara aus. Das Stadion hat ein Fassungsvermögen von 10.000 Personen.

## Trainer
| Trainer             | von              | bis |
| ------------------- | ---------------- | --- |
| Tchagara Ouro-Koura |                  | ?   |
| Jonas Komla         | 26. Januar 2020  | ?   |
| Jonas Komla         | 23. Oktober 2023 |     |